# سارة بدر
سارة بدر (من مواليد 27 يونيو 1987، الإسكندرية) لاعبة اسكواش مصرية محترفة مثلت مصر في عدد من البطولات الدولية. وحصلت على أعلى تصنيف عالمي لها في فبراير 2004 عندما حلت في المرتبة رقم 65 عالمياً. وهي حالياً محترفة تسويق في شركة مايكروسوفت في الإمارات العربية المتحدة.

## وصلات خارجية
- سارة بدر على موقع SquashInfo.com (الإنجليزية)
- سارة بدر profile on the WISPA